# Fildekos
Fildekos (z franc. fil d'Ecosse, dosłownie szkocka nić) – rodzaj uszlachetnionej (poddanej wyczesywaniu i merceryzacji) przędzy bawełnianej z długich włókien, przeznaczonej do wyrobów dziewiarskich, np. do wyrobu bawełnianych pończoch i skarpet.

## Źródła
- Słownik języka polskiego pod red. W. Doroszewskiego
- Słownik wyrazów obcych i zwrotów obcojęzycznych red. W. Kopalińskiego. slownik-online.pl. [zarchiwizowane z tego adresu (2017-03-02)].